# Avramenkove, Romnî
Avramenkove (în ucraineană Авраменкове) este un sat în comuna Rohînți din raionul Romnî, regiunea Sumî, Ucraina.

## Demografie
Componența lingvistică a localității Avramenkove
     Ucraineană (99,32%)
     Alte limbi (0,68%)
Conform recensământului din 2001, majoritatea populației localității Avramenkove era vorbitoare de ucraineană (99,32%), existând în minoritate și vorbitori de alte limbi.